# Rákoscsabai Főplébániatemplom
A Rákoscsabai Főplébániatemplom (hivatalos nevén: Rákoscsabai Nepomuki Szent János Főplébániatemplom, más néven: Ócsabai templom) Rákosmente legrégibb műemléke.

## Fekvése
Budapest XVII. kerületében, Rákoscsabán, a Péceli úton áll.

## Története

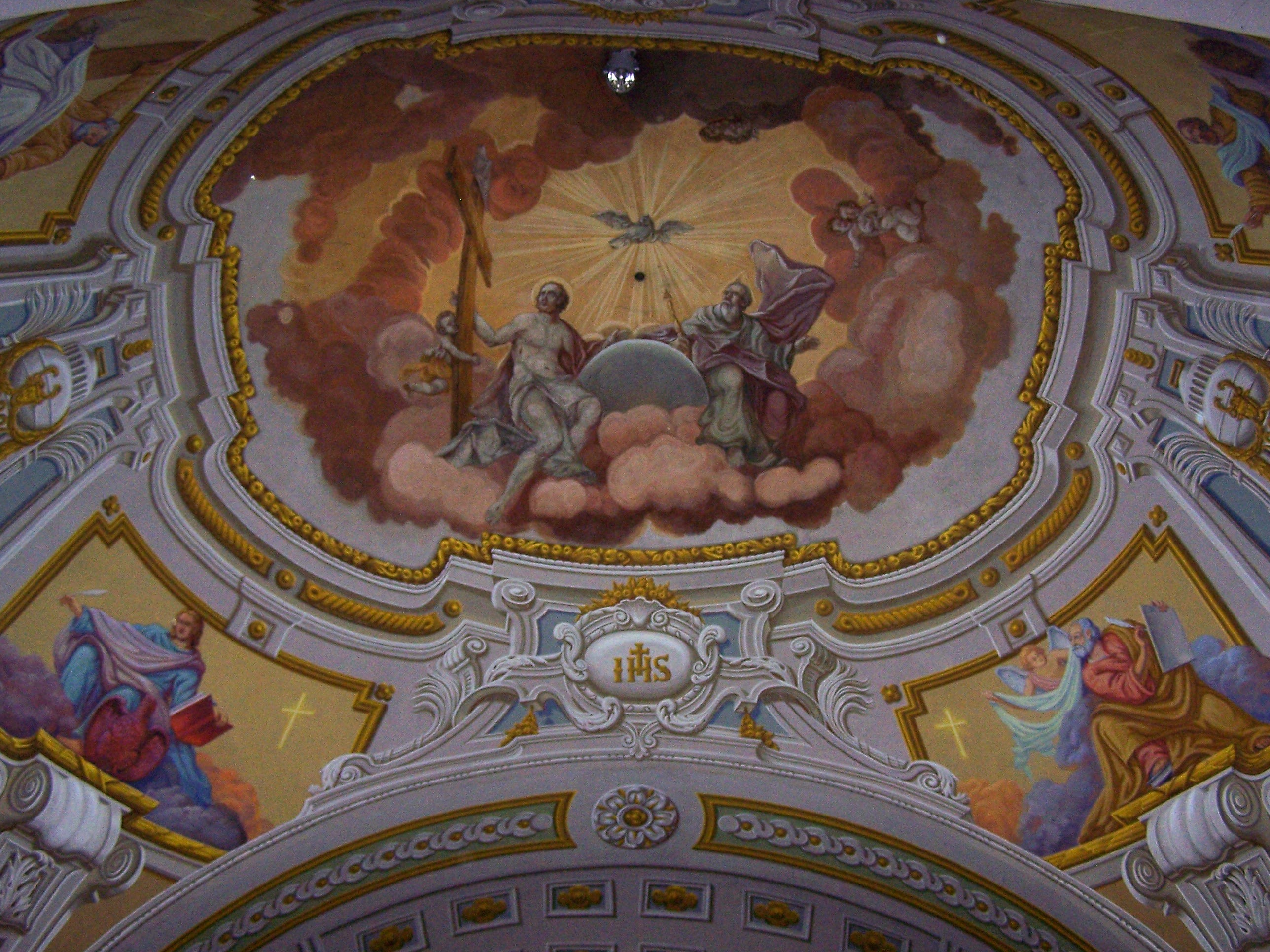
Szentháromság

### Kezdetek
Rákoscsaba lakói a török hódoltság alatt reformátussá váltak és az elpusztult katolikus templom helyére saját templomot építettek. 1727-ben a terület a német származású báró Laffert Ferdinánd Antal birtokába jutott, ezt követően a katolikus hívek száma megnőtt – részben az uraság által betelepített német családoknak köszönhetően. 1740-ben a földesúr új katolikus templomot építtetett Nepomuki Szent János tiszteletére, hogy a jobbágyainak ne Isaszegre kelljen járniuk szentmisére. Két év múlva készült el a Szentháromságot és a négy evangélistát ábrázoló secco, valamint a szószék.
1762-ben a rákoscsabai egyházközség önállóvá vált, sőt a pécelit is hozzácsatolták gróf Eszterházy Károly váci megyés püspök rendelkezésére. Az első plébános, Berecz István plébániaépületet és iskolát építtetett a templom mellé. 1769-ben Migazzi Kristóf bécsi érsek, váci püspök a rákoskeresztúri egyházközséget is a csabaihoz csatolta. A hívek növekvő létszáma miatt 1772–80 között az akkori kegyúr, báró Laffert Ignác kibővítette a templomot.

### 19. század
1821-ben javítani kellett a templom tornyát. 1842-ben Szent István és Nepomuki Szent János képével ékesített új harangot vásároltak, amelyet Schaudt Antal pesti harangöntő készített. 1848. augusztus 29-én a csabai templomban kötött házasságot Jókai Mór és Laborfalvi Róza. A szabadságharc idején az akkori plébános, Bruckner Endre a császáriak oldalára állt, ezért később ellenséges tevékenység miatt a komáromi várba zárták, ahonnan 1849 őszén tért vissza.
1872-ben Marencsik Károly plébános új orgonát vásárolt. 1882-ben jégeső és vihar rongálta meg a templomot. 1890-ben Szűz Mária szobrot, hat évvel később lourdes-i oltárt, 1899-ben pedig Szent István és Szent László királyszobrokat kapott a templom.

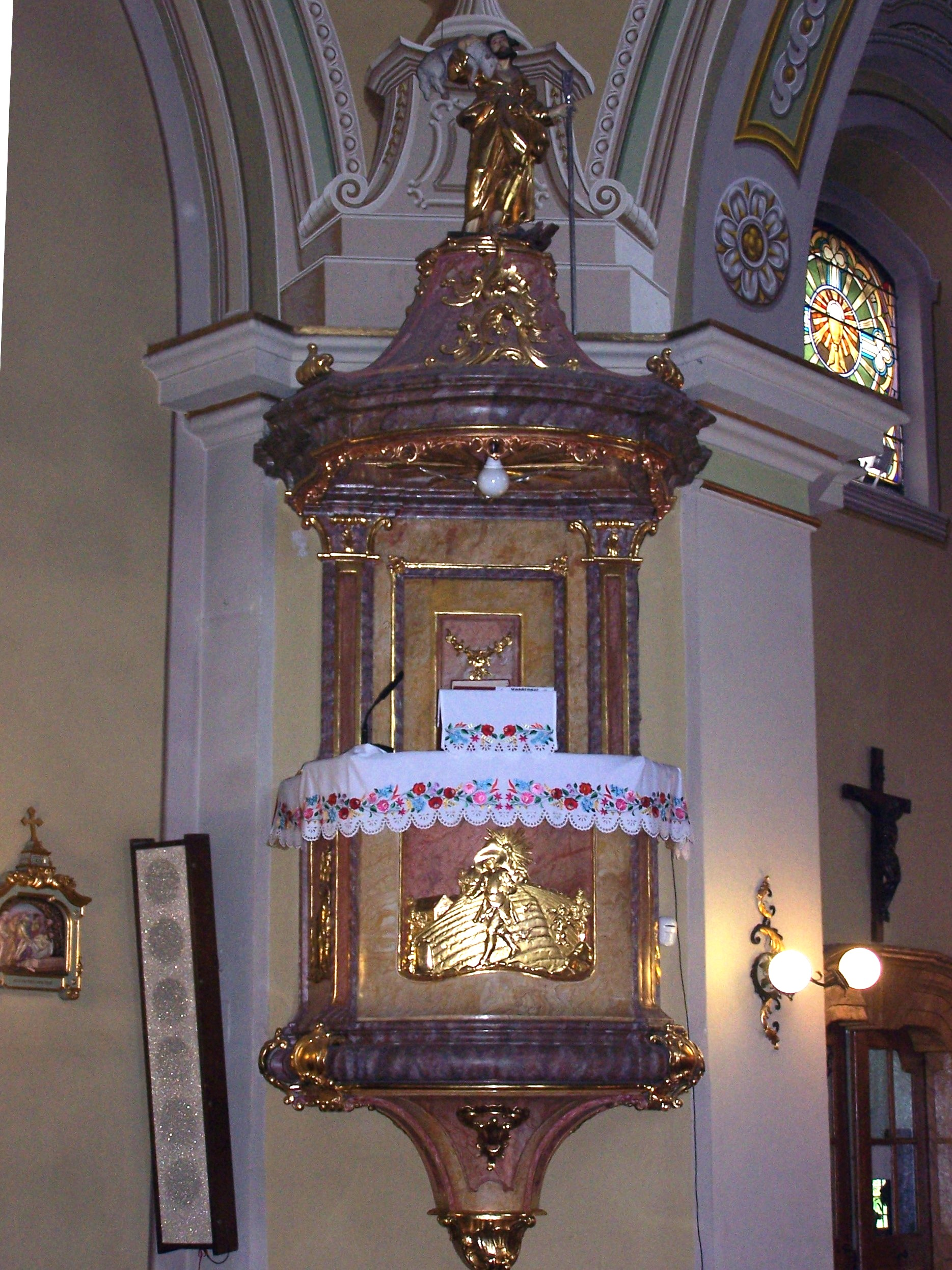
A templom szószéke

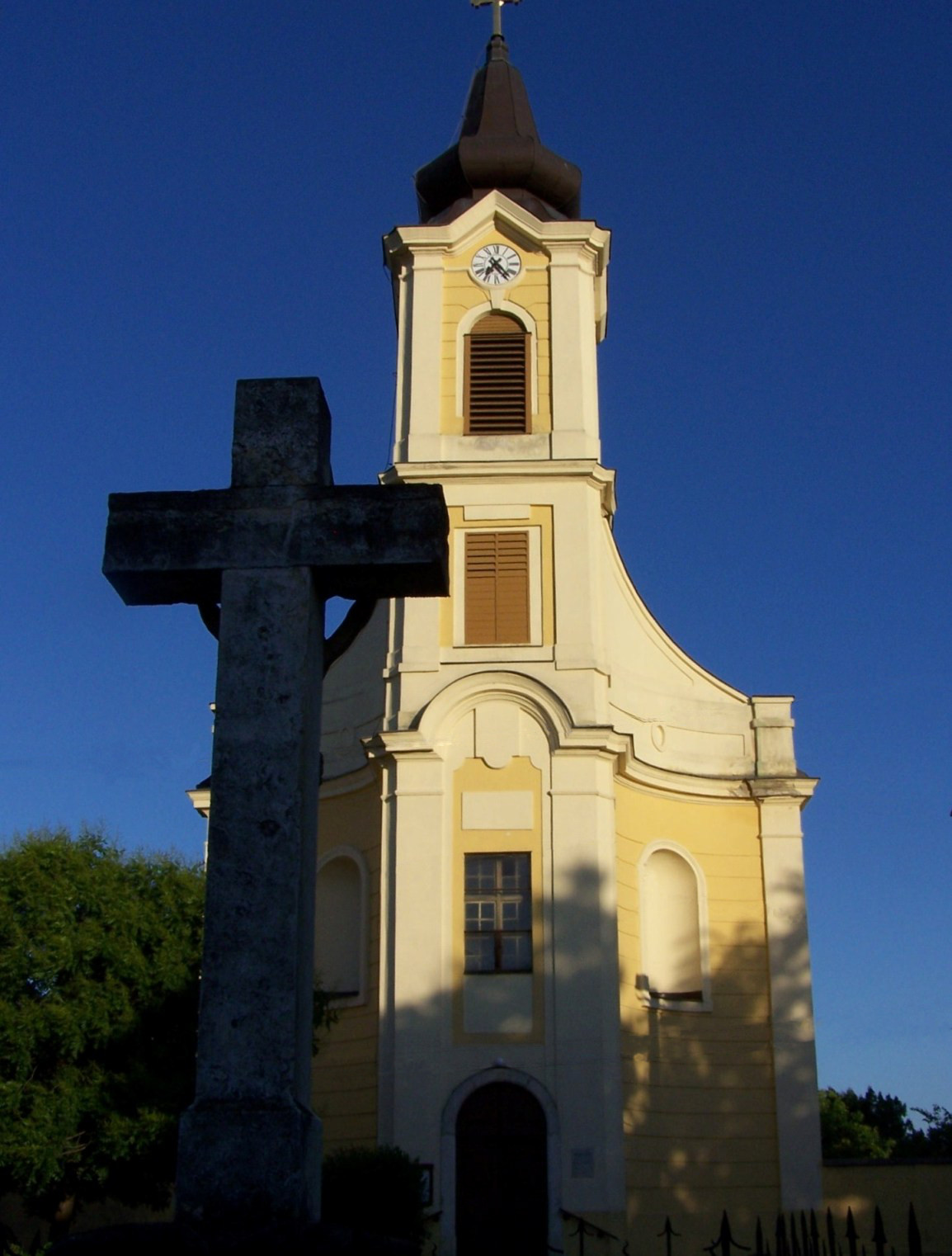
A templom homlokzata

### 20. század
A század elején, 1915-ben a rákoskeresztúri, egy évvel később a péceli, majd 1920-ban a rákosligeti filiák is önálló plébániává alakultak. Az I. világháborúban elrekvirált harang helyére 1926-ban újat vásároltak, melynek árát gyűjtés fedezte. Ugyanebben az évben villanyvilágítást építettek ki a templomban. Az 1930-as években felélénkült a közösségi és a hitélet: Katholikus Leányegyesület, Credo Egyesület, Katolikus Népszövetség, Szociális Misszió Társulat, Szívgárda, Ministráns Egyesület és a Rákoscsabai Katolikus Kör működött a plébánia területén.
A II. világháború csak kis mértékben érintette a plébánia területét: 1939-től több ezer menekülő lengyel katona szállt meg Rákoscsabán, 1941-től pedig a légvédelmi előírások miatt nem harangozhattak. Az épületeket nem érte sérülés, de a kultúrházat és a plébániát katonai célokra vették igénybe. 1948-ban Zsellér Imre festőművész a templom üvegablakait díszítéssel látta el. 1949-ben a Belügyminisztérium feloszlatta a Katolikus Kört, államosították a katolikus iskolát és a kántori lakást, majd az egyházi javadalmi földeket is.
1955-ben elkezdték rendbe hozni a templom belső terét, a következő években pedig a külső restaurálás következett. A felszentelés 225. évfordulóján, 1965-ben Nepomuki Szent János ereklyéit helyezték el a templomban. 1968-ban a liturgikus reform részeként átalakították a szentély berendezését: Domonkos Jenő tervei alapján Ocsovai József hatvani faszobrász és Székely Ildikó esztergomi ötvösművész szembemiséző oltárt és ministránspadot készített. 1987-ben felújították a tetőszerkezetet, a következő években pedig kifestették a boltozatokat, a mennyezetképet és az oldalfalakat. 1993-ban a szószéket és a királyszobrokat kellett restaurálni. Három év múlva megújult a toronysisak, óra került a toronyba és villamos működtetést kaptak a harangok. 2000-ben felújították az orgonát, 2011-ben pedig a homlokzat vakolathibáit javították ki.
1993-tól az egyházközség és temploma az egyházmegyék határrendezése miatt az Esztergom-Budapesti Főegyházmegyéhez tartozik.

## Az épület bemutatása
Az északnyugat felé néző barokk templom a Péceli út házsorához kerítéssel kapcsolódik. A homlokzatból kiugró, ablakokkal és fülkékkel tagolt tornyot íves attika köti a templomhajóhoz. A tornyot hagymatagos sisak zárja, melyet 1996-ban vörösrézzel fedtek le, a tetején 24 karátos arannyal borított kereszt áll. A frankfurti atomórával szinkronizált toronyóra tűzzománc lapjai előtt barokk mutatók forognak.
A templom oldalfalait három-három üvegablak töri meg, a szentély íves falszakaszain vakablakok találhatók. A keleti oldalon sekrestye, nyugaton szertár csatlakozik a templomhoz.

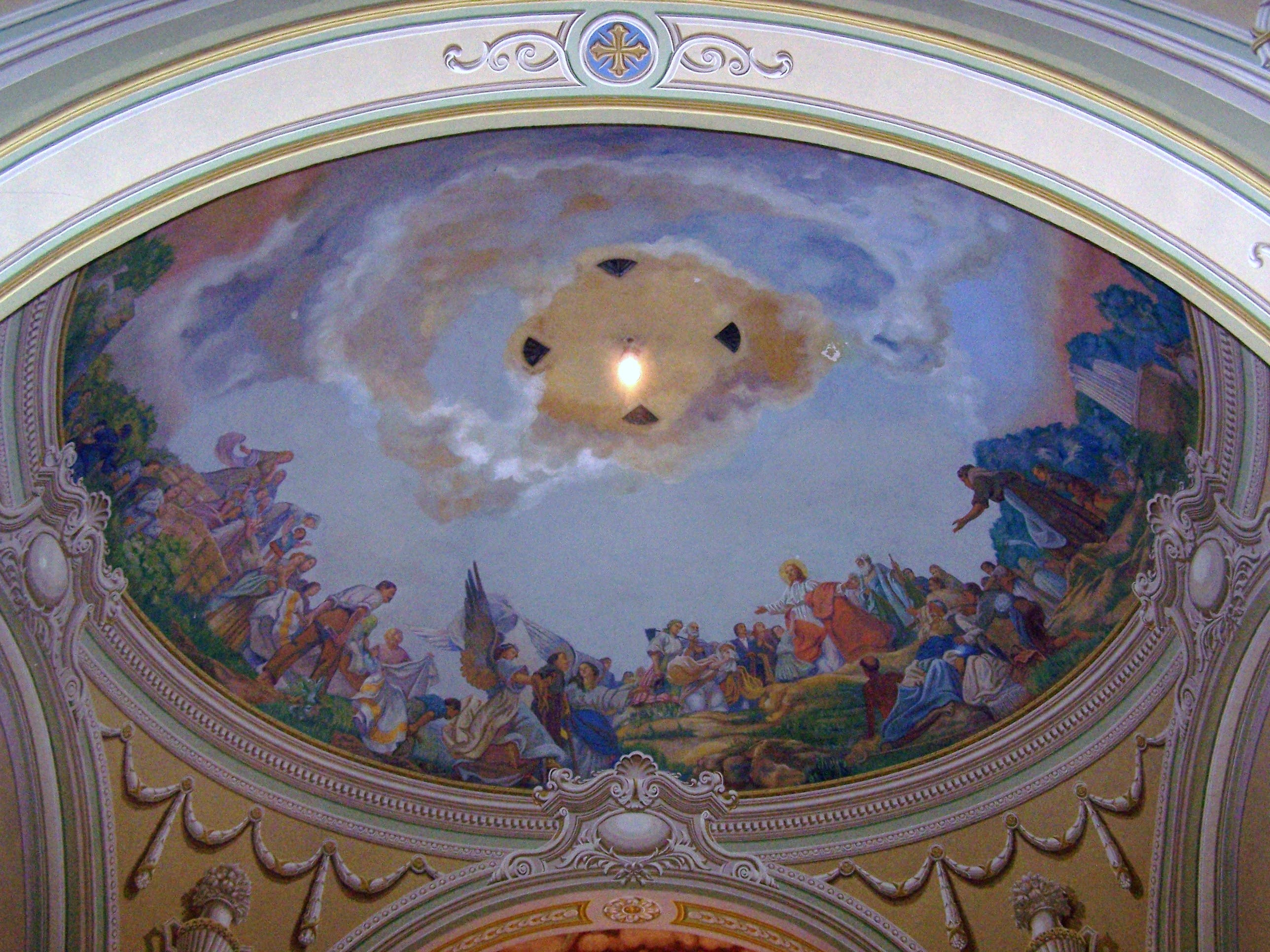
„Jöjjetek hozzám mindnyájan”

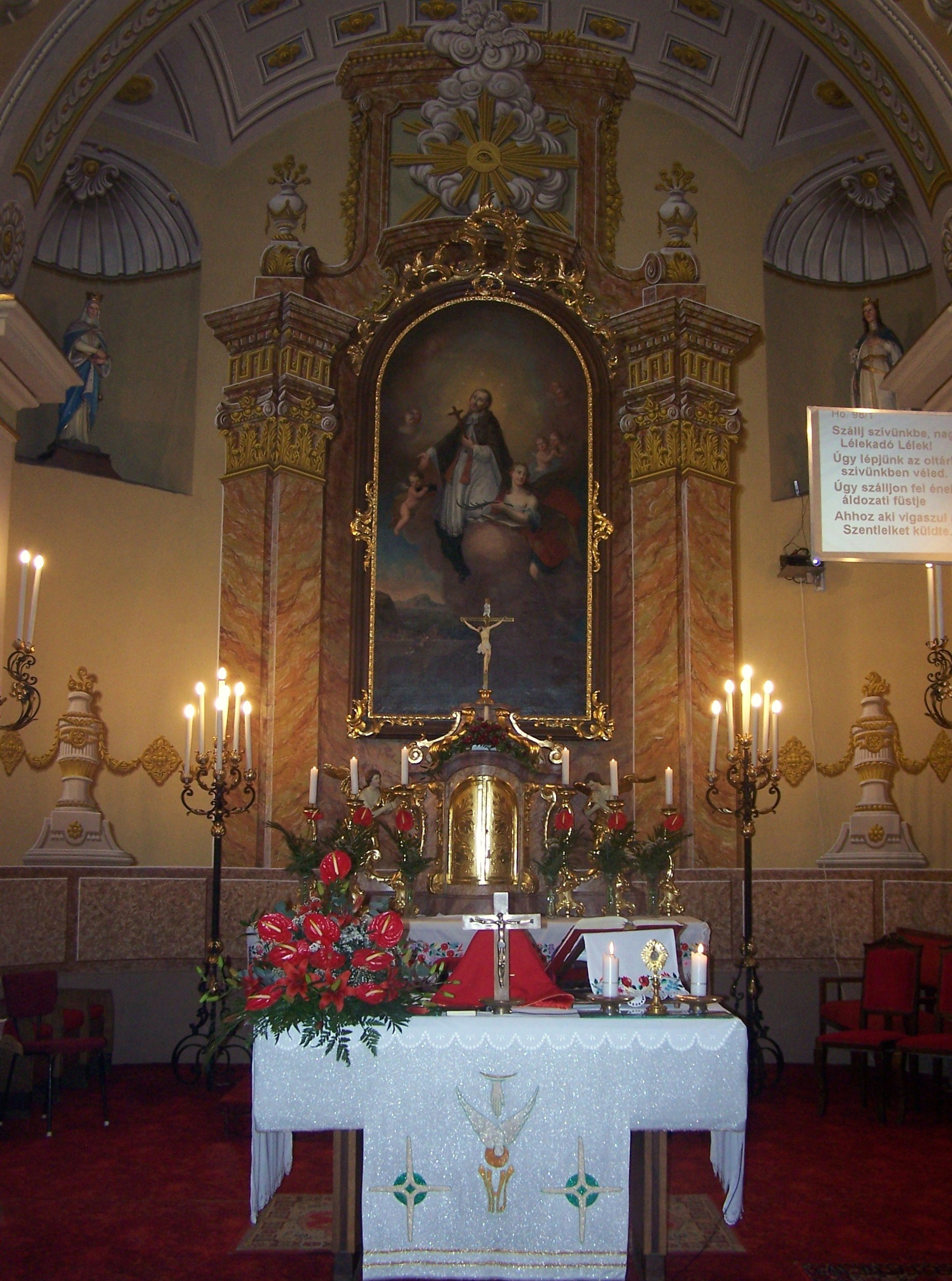
A templom szentélye

## A belső tér leírása
A boltíves kapuhoz négy lépcső vezet, ezen át a boltozott toronyaljba jutunk. Az egyhajós templom belső terét a pillérek öt boltszakaszra osztják. A mennyezeten Döbrentey Gábor 1955-ben készült festményei láthatók, a nyugati kupolaszakaszban a „Jöjjetek hozzám mindnyájan”, a keleti kupolaszakaszban „A Mennybe fölvett Szűzanya”. A főhajó elején, jobb- és baloldalt látható Szent István és Szent László király szobra. A templom 1992-es újrafestése során grisaille-technikával készült kagylómotívumokkal, virág- és gyümölcsfüzérekkel, kővázák képével díszítették a falakat.
A főoltárkép Nepomuki Szent János megdicsőülését ábrázolja késő barokk festményen, melynek készítője nem ismert. A kép alsó része a szent vértanúságát mutatja be, amint Jánost a Moldvába dobják, míg felül a szent égbe emelkedése látható angyalokkal körülvéve. A főoltárképet laparannyal borított, dús faragású rokokó keret szegélyezi.
A kép fölött gomolygó felhőkkel és sugárkoszorúval övezett Isten-szem tekint ránk. A márványozott festésű barokk faoltár koporsó alakú, melyen gazdagon aranyozott faragott tabernákulum áll. A szentségház tetején aranyozott szentségmutató és kereszt látható, két oldalán egy-egy angyalszobor térdel. A főoltártól jobbra Szent Imre herceg, balra Árpád-házi Szent Erzsébet szobra áll szoborfülkében.
A szentély mennyezetén látható Szentháromság-secco az Atyát és a Fiút közös felhőtrónuson ábrázolja, a galamb formájú Szentlélek 
fölöttük lebeg, körülöttük angyalok. A feltámadt Krisztus testét a fehér halotti lepel és a győzelmet jelképező bíbor köpeny takarja. Az Atya átnyújtja neki a hatalmat szimbolizáló jogart, közöttük felsejlik a világmindenséget jelző glóbusz.